# Det Lutherske Verdensforbund
Det Lutherske Verdensforbund (LVF) er en international sammenslutning af nationale og regionale lutherske kirker fra alle verdensdele. LVF har 145 medlemskirker (2010).
Hovedkvarteret ligger i Genève, Schweiz, og har ca. 85 ansatte. LVF blev dannet 1947 i Lund, Sverige for at koordinere de mange lutherske kirkesamfunds fælles aktiviteter efter den netop afsluttede krig. Forbundet er ikke et selvstændigt kirkesamfund, men en paraplyorganisation for verdens lutherske kirker. Generalforsamling afholdes normalt hvert syvende år; præsident er biskop Henrik Stubkjær (valgt for perioden 2023-2030), og generalsekretær er Anne Burghardt (fra 2021). Mellem generalforsamlingerne samles medlemskirkernes repræsentanter til det årlige Rådsmøde.
Den danske Folkekirke har været medlem af LVF siden dets grundlæggelse i 1947. Folkekirkens mellemkirkelige Råd varetager folkekirkens rolle i det Lutherske verdensforbund.
Det Lutherske Verdensforbund arbejder i dag med hvad det vil sige at være et luthersk globalt fællesskab, hvad luthersk identitet er og hvordan lutherske kirker kan samarbejde og støtte hinanden rundt om i verden, både majoritets- og minoritetskirker.

## Præsidenter for LWF
| Fra  | Til  | Navn                 | Tilknyttet kirke                                                          |
| ---- | ---- | -------------------- | ------------------------------------------------------------------------- |
| 1947 | 1952 | Anders Nygren        | Svenska kyrkan                                                            |
| 1952 | 1957 | Hanns Lilje          | Evangelical-Lutheran Church of Hanover                                    |
| 1957 | 1963 | Franklin Clark Fry   | United Lutheran Church in America; after 1962, Lutheran Church in America |
| 1963 | 1970 | Fredrik A. Schiotz   | American Lutheran Church                                                  |
| 1970 | 1977 | Mikko Juva           | Evangelical Lutheran Church of Finland                                    |
| 1977 | 1984 | Josiah M. Kibira     | Evangelical Lutheran Church in Tanzania                                   |
| 1984 | 1987 | Zoltán Káldy         | Evangelical-Lutheran Church in Hungary                                    |
| 1987 | 1990 | Johannes Hanselmann  | Evangelical Lutheran Church in Bavaria                                    |
| 1990 | 1997 | Gottfried Brakemeier | Evangelical Church of the Lutheran Confession in Brazil                   |
| 1997 | 2003 | Christian Krause     | Evangelical Lutheran Church in Brunswick                                  |
| 2003 | 2010 | Mark Hanson          | Evangelical Lutheran Church in America                                    |
| 2010 | 2017 | Munib Younan         | Evangelical Lutheran Church in Jordan and the Holy Land                   |
| 2017 | 2023 | Musa Panti Filibus   | Lutheran Church of Christ in Nigeria, LCCN                                |
| 2023 |      | Henrik Stubkjær      | Den Danske Folkekirke                                                     |